# Solecismus
Solecismus je v lingvistice a v rétorice chybná konstrukce věty, porušení syntaxe. Slova nemají chybné tvary (tomu se říkalo barbarismus), ale jsou špatně složena do vět. Typickým příkladem jsou vyšinutí z větné vazby (anakolut), mezi solecismy se však někdy řadil i pleonasmus nebo elipsa, což mohou být i legitimní jazykové prostředky.

## Původ slova
Solecismus je latinská forma řeckého soloikismos, obojí ve stejném významu syntaktické chyby. Pochází patrně z názvu řeckého města Soloi v Kilikii (dnes v jihovýchodním Turecku). Jeho obyvatelé žili obklopeni neřeckými "barbary" a řečtinu proto různě komolili. Později se ovšem i solecismy začaly užívat jako rétorické a stylistické prostředky.

## Příklady
- "Připomněl si na včerejší večer" – chybná vazba místo "Připomněl si včerejší večer" nebo "Vzpomněl si na včerejší večer".
- "Bydlím na Praze" – místo "Bydlím v Praze" nebo "Bydlím na Praze 5"
- "Včera půjdu spát" – špatný slovesný čas